# Theoderik den store
Theoderik den store (gotiska: Þiudareiks, latin: Flāvius Theoderīcus) tidigt i sin karriär kallad Theoderik amalern, född 454 eller möjligen 455, död 30 augusti 526, var kung över ostrogoterna från 471 samt härskare i Ostrogotiska kungadömet vari Apenninska halvön ingick från 493. Theoderiks gotiska namn Þiudareiks betyder ungefär "folkets kung".
Under Theoderik fick Italien en period av fred. De romerska institutionerna bevarades samtidigt som bildning gynnades. Han anses vara den historiska förebilden för gestalten Didrik av Bern i det medeltida hjälteeposet Nibelungenlied, där han personifierar den gode härskaren.
Theoderik blev härskare över Italien efter att år 493 ha dödat Odovakar, som avsatt den siste västromerske kejsaren. Theoderik och Odovaker ingick i ett avtal att regera Italien tillsammans. Odovaker blev ihjälhuggen en kort tid senare under en middag med Theoderik. Formellt erkände Theoderik den östromerske kejsaren som sitt överhuvud, men var i praktiken helt självständig. Detta liksom att han tillhörde arianismen, en avvikande kristen lära, bidrog till Östroms fientlighet. Theodorik blev allt mer misstänksam och hans ovilja att integrera ostrogoterna skapade en farlig uppdelning av det italienska samhället.
Efter Theoderiks död anföll Östrom och i ett krig som varade åren 535–552 föröddes Italien; ostrogoterna besegrades en gång för alla och försvann ur historien. Under 570-talet invaderade langobarderna och blev de nya germanska härskarna över norra Italien.

## Ungdom
Theoderik föddes 454, året efter att ostrogoterna slutligen blivit oberoende efter nästan ett århundrade av hunnersk dominans. 
Theoderic föddes i Bern som son till den ostrogotiske kungen Theodimir och Ereriliva, senare känd som Evsebia, det förnamn hon tog efter sin omvändelse från arianismen till katolicismen. Theoderic hade en yngre bror, Teodimund.
Ostrogoterna, som vid denna tid styrdes av tre bröder av den amaliska kungaätten, ställde sig 456 under Östroms beskydd (så kallat foederati) och slog sig ned i den romerska provinsen Pannonien. 
Vid sju års ålder reste Theoderik till Konstantinopel som en del i ett gisslanåtagande som Theodoriks far, kung Theodimir godtagit för att få till stånd ett fredsfördrag med det bysantinska väldet.
Han bodde vid det bysantinska hovet i 11 år och lärde sig mycket om romersk administration och taktik under överinseende av kejsaren Leo I.

## Goterkungen
Kunskaperna som Theoderik inhämtat under sin tid i Konstantinopel skulle komma honom väl till pass när han utnämndes till kung 471 över ostrogoterna som var ett samhälle med stora romerska influenser. En maktkamp utbröt då många ostrogoter anslöt sig till Teoderik Strabo vilket resulterade i strider mellan de båda fraktionerna. Oroligheterna avbröts i och med Strabos död efter ett fall från en häst år 481.
Theoderik kunde ta ett fast grepp om makten och hjälpte till att slå ned ett uppror mot kejsar Zeno av Östrom. För detta fick han motta rikets främsta utmärkelser, blev magister militum (soldatföreståndare) år 483 och året därpå blev han konsul. Som romersk militär var Theoderik framgångsrik och fick bland annat en ryttarstaty rest till sin ära. Som en följd av Theoderiks bedrifter i kejsarens tjänst tilldelades också ostrogoterna nytt land i Mesien (nuv. Bulgarien).
Vid denna tidpunkt var ostrogoterna bosatta på bysantinskt territorium som foederati (allierade) med romarna men blev alltmer rastlösa och svårhanterliga för kejsar Zeno. Kort efter Theoderiks trontillträde utarbetade de två ett arrangemang som var båda parter till gagn. Ostrogoterna behövde nytt område att bebo och Zeno hade tilltagande bekymmer med Odovakar, kungen av Italien som hade störtat det västromerska riket 476. I teorin var Odovakar Zenos vicekung, men i praktiken hotade han det bysantinska territoriet och respekterade inte de romerska invånarnas rättigheter. Med Zenos bifall och en ostrogotisk här med inslag av rugier invaderade Theoderik Odovakars kungarike år 488.

## Theoderik i Italien
Theoderik anlände till Italien med sin ostrogotiska armé 488 och vann år 489 slag vid Isonzo och Milano, vid Adda år 490. Ravenna intogs 493 efter två års belägring när Odovakar gav upp på villkor att de två skulle styra Italien gemensamt. Detta fick ett snabbt slut när Theoderik i mars 493 stack ned Odovakar med ett svärdshugg och (enligt sägnen) utropade "Det är vad du gjort de mina!".
Liksom Odovakar var Theoderik tekniskt sett endast en vicekung i Italien, i den bysantinske kejsarens tjänst. I realiteten kunde Theoderik liksom Odovakar undvika bysantinsk inblandning, och Theoderik lyckades sköta relationerna till Konstantinopel som en jämlike. Den avgörande skillnaden var att Theoderik respekterade det med Konstantinopel ingångna avtalet, och lät romerska medborgare i riket leva under romersk rätt och lag. Goterna i området lydde under sina egna lagar, och den mark de erhöll var i huvudsak den mark som Odovakar redan erövrat från italienarna, de lade inte under sig ytterligare landområden. Ostrogoterna slog sig ned i främst norra och mellersta Italien. De förblev alltid en minoritet. Ostrogoternas andel av befolkningen i Ravenna har beräknats till 14 procent, i övriga delar av Italien till någon enstaka procent.
Trots att Theoderik själv aldrig ens lärde sig skriva sitt namn var han så genomsyrad av den romerska världen att hans regeringstid beskrivs av eftervärlden som Västroms sista storhetstid. Theoderik lät skydda och restaurera åtskilliga antika monument i Rom, och byggde flera nya i Verona och Ravenna – det senare var Theoderiks vanliga residensstad, och hans byggnader där är alltjämt synliga i staden. Genom hela Theoderiks liv förblev klyftan mellan hans två sidor, den av Bysans utbildade ädlingen och den germanske krigaren, djup. I spetsen för det kungliga kansliet i Ravenna hade han den romerske författaren Cassiodorus. Denne samlade mot slutet av sin levnad många dokument från kansliet och gav ut dem med titeln Variae vilka för eftervärlden ger en bra inblick i samhällslivet under ostrogoterna och Theodorik.

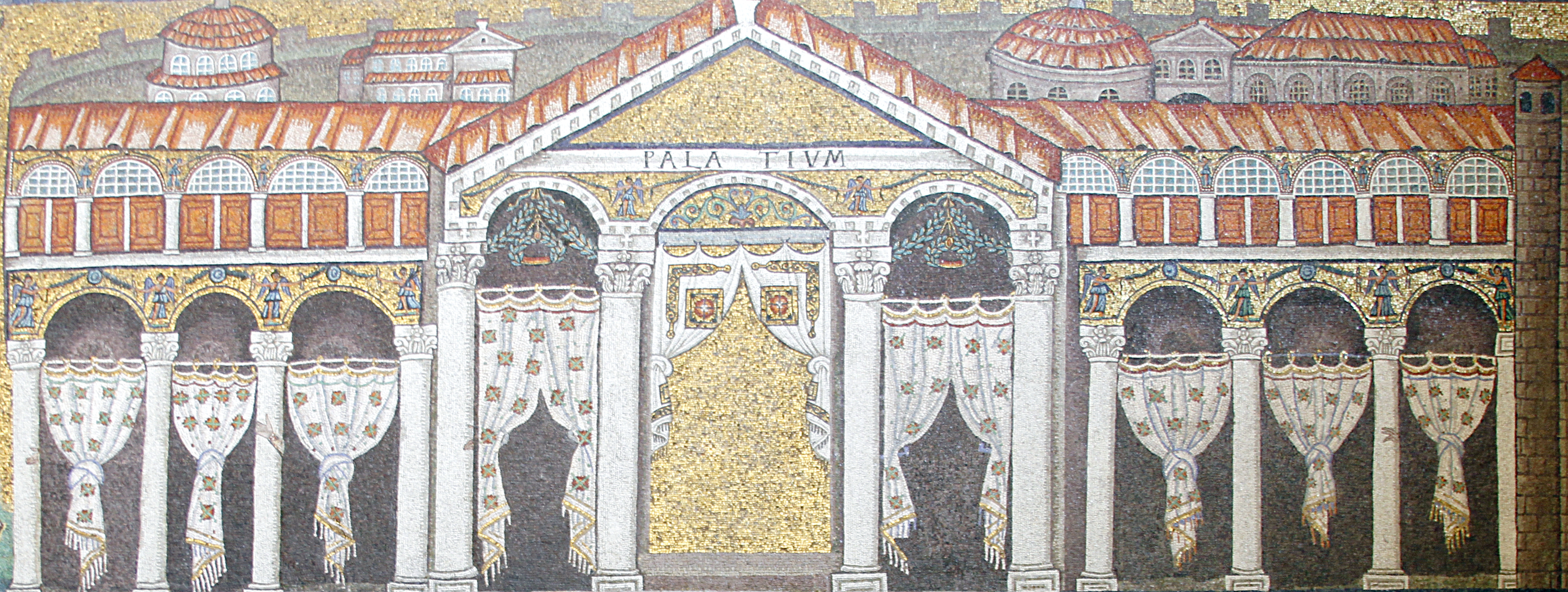
Theoderiks palats i Ravenna avbildat på mosaik i kyrkan Sant'Apollinare Nuovo. Ursprungligen stod goter mellan pelarna och draperierna var isärdragna, förmodligen med Theoderik i mitten. Efter den bysantinska erövringen lades mosaiken om och draperierna knöts symboliskt upp för att visa att inga goter fanns kvar i Italien Men konstnären lämnade av någon anledning kvar händerna som var framför själva pelarna, vilka som synes kan beskådas ännu.

## Statsmannen
Den romerska befolkningen styrde Theoderik mot de fredliga yrkena och han stödde det kulturella uppsvinget. Theoderik såg inte gärna att goter besökte skolor. Han ansåg att skolning och romerskt inflytande skulle förvekliga krigarna, och goterna blev alltså ett slags krigarkast i riket. Endast goter fick göra krigstjänst. Romarna hade istället hand om den civila förvaltningen och det officiella språket i riket förblev latin. I senaten i Rom var det sällsynt att goter blev ledamöter. De olika folkslagen hölls åtskilda men Theoderik verkar ha bemödat sig med att vara rättvis och opartisk vid rättsskipning.
Theoderik allierade sig med frankerna genom giftermål med Audufleda, syster till Klodvig I, med vandalerna genom hans systers giftermål med vandalernas kung Thrasamund och med visigoterna genom sin dotter Tiudogotas giftermål med kung Alarik II. Systerdottern Amalaberga fick gifta sig med thüringarnas kung Herminafrid. Maktkampen mellan frankerna och goterna medförde flera kortare krig mellan år 506 och 523. Under stora delar av sin regeringstid var Theoderik även kung över visigoterna, sedan han blivit regent under den unge visigotiske kungens uppväxt (cirka 510). Frankerna lyckades överta kontrollen över Akvitanien från visigoterna 507, men i övrigt lyckades Theoderik avstyra deras ambitioner. Theoderik avstyrde också räder av vandalerna in i sina områden genom att hota den svage kung Thrasamund med invasion.
Från och med Justinus I:s trontillträde som kejsare av Östrom år 518 förändrades situationen. Theoderik var liksom de flesta ostrogoter av den arianska tron, ett arv från biskop Wulfila, medan Justinus I var strängt ortodox, och under hans regeringstid startade förföljelser mot ostrogoternas arianska trosfränder i det östromerska riket vilket naturligtvis väckte Theoderiks vrede. En romersk biskop vid namn Johannes försökte utverka religionsfrihet åt goterna, men när han misslyckades lät Theoderik kasta honom i fängelse. Theoderik fick även se konflikter mellan sitt folk och de romerska invånarna. Så länge Theoderik styrde Italien vågade inte Konstantinopel invadera, av rädsla för hans rykte och förmåga. När väl Theoderik dött försvann denna rädsla snabbt.

## Början på slutet för goterna i Italien

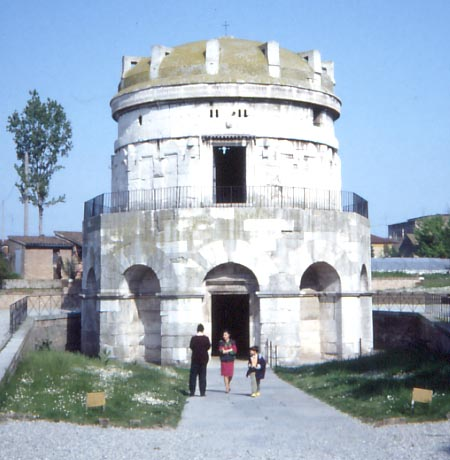
Theoderik den stores mausoleum utanför Ravenna.

Theoderiks välde skulle få ett mörkt slut. Han drabbades av tilltagande förföljelsemani och fick höra om en sammansvärjning bland de romerska senatorerna. Han lät till slut fängsla och avrätta poeten och filosofen Boëthius och hans svärfar Symmachus sedan denne tagit parti för en, som det ansågs, för förräderi överbevisad senator Albinus. Boëthius hade tidigare stått högt i gunst hos Theoderik och överösts med ynnestbevis. Under sin fängelsetid författade Boëthius klassikern Filosofins tröst (De consolatione philosophiae).
Theoderik gifte sig två gånger – den första hustruns namn är inte känt men med henne hade han två barn, Arevagni och Theodogotho. Med sin andra hustru Audofleda fick han dottern Amalasuntha. Theoderik dog år 526 i Ravenna och efterträddes av sin dotterson, Amalasunthas son Adalrik. Amalasuntha regerade i väntan på att Adalrik skulle uppnå myndighetsålder. Ostrogoternas kungadöme försvagades av tronstridigheter efter Theoderiks död. År 535 anföll Östrom och i ett krig som varade till år 552 besegrades ostrogoterna. De assimilerades sedan med den övriga befolkningen.

## Eftermäle
Theoderik den store begravdes i Ravenna, varifrån han styrt sitt rike under stora delar av tiden. Hans mausoleum är fortfarande en av stadens finare sevärdheter. När den östromerske generalen Belisarius intog Ravenna år 540 vanhelgades graven och Theoderiks kvarlevor försvann.
Theoderiks liv kom att bli en vida spridd saga i de nordligare germanska länderna. Didrik av Bern i den tyska episka dikten Nibelungenlied och Didrikssagan baseras på Theoderik (Bern = Verona), liksom personerna Tjodrik (eller Tjodmar) i Eddan. 
Silverbibeln skapades antagligen i Ravenna just för Theoderiks räkning. Boken förvaras på Carolina Rediviva i Uppsala är den längsta bevarade texten på gotiska.

## Rökstenen

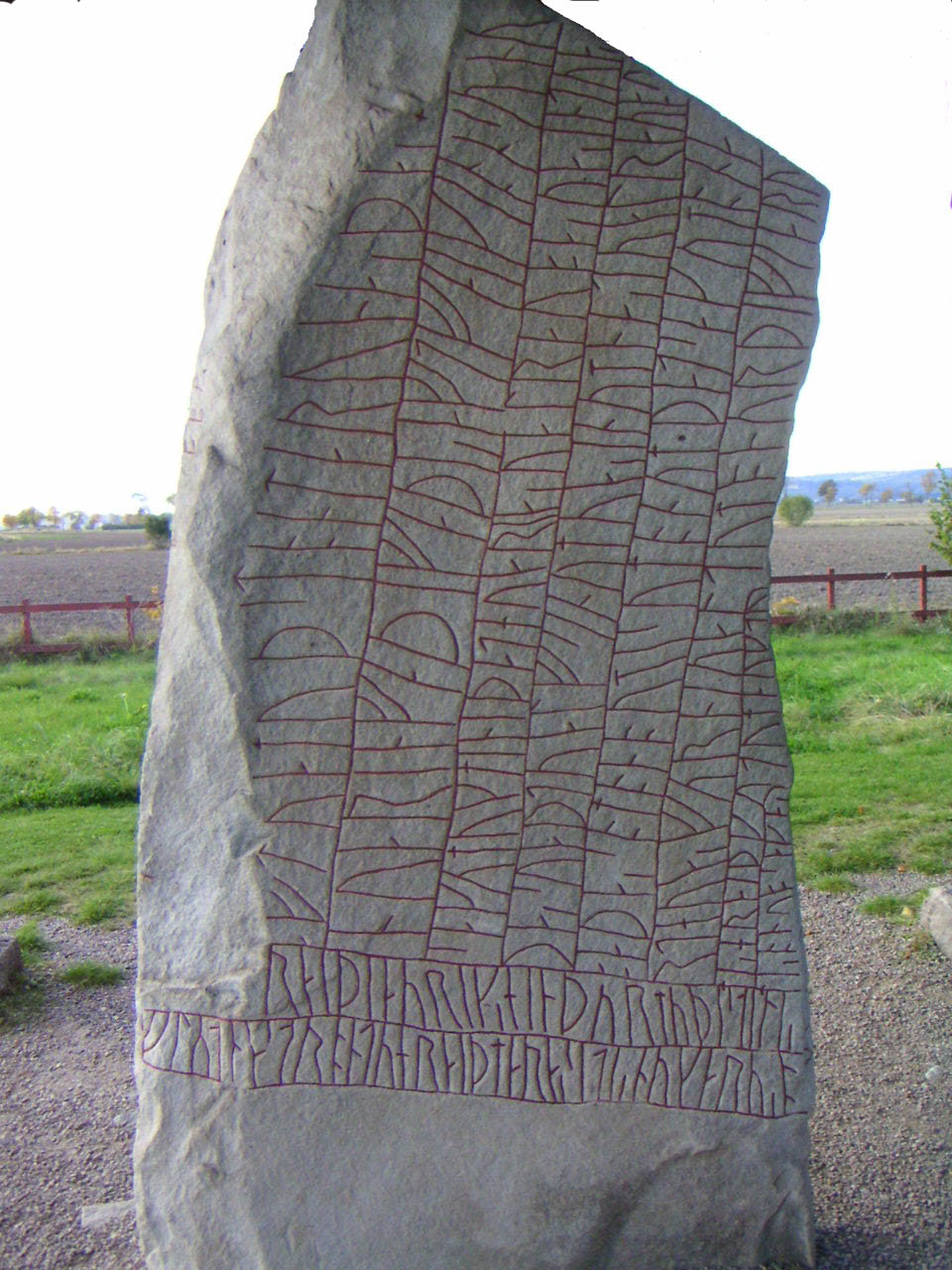
Rökstenen, nära Ödeshög

Etablerade tolkningar av avsnitt på runstenen Rökstenen i Östergötland har sagts anspela Theoderik den Store, direkt eller indirekt. Till exempel finns en tolkning av verserna 9-11 som lyder:
| ” | Då rådde Tjodrik den dristige, sjökrigarnas hövding över Reidhavets kust. Nu sitter han rustad på sin gotiska häst, med sköld över axeln, den främste av Märingar. | „ |

Denne Tjodrik har länge ansetts vara identisk med Theoderik, men enligt den senaste utvärderingen av Rökstenens text från 2007 av Bo Ralph är Theoderik inte länge namngiven:
| ” | Den modige mannen, sjökrigarnas hövding, seglar på ett skepp, den främste bland de främsta sitter på sin häst med skölden i remmen. | „ |

Efter Bo Ralph har Jackie Nordström lagt fram en tolkning som i stora drag återgår från Ralphs Rigveda-koppling till standardvarianten.

## Antika källor
Cassiodorus och Jordanes, två av de första historiker som har skrivit om folk och geografiska förhållanden i Norden. Cassiodoros hörde till Theoderiks stab, och Jordanes är främst intressant för eftervärlden som den som vidarebefordrat ett sammandrag av Cassiodorus verk historia om goterna. Cassiodorus tjänstgjorde som förste minister och var både Theoderiks personlige lärare och den som utformade hans dekret.
Viktiga andra källor inkluderar Anonymus Valesianus, Malkus av Filadelfias historiska verk som endast är bevarat i fragment. Några passager i Prokopius av Caesareas verk berör Theoderik den store, särskilt i den femte boken av hans Historier. Magnus Felix Ennodius och Jordanes Getica tillhör också källorna , även om Jordanes inte alltid är en pålitlig källa, ger han också användbar information. De bevarade olika lagdekreten är av större värde. Av stor betydelse är Cassiodorus variae, samlade statsdokument och dokument från det ostrogotiska kansliet, som ger en ganska detaljerad inblick i det gotiska rikets inre struktur. Cassiodorus korta krönika har också bevarats, medan hans historia om goterna har gått förlorad. Hans historia användes dock av Jordanes i hans Getica. men det är oklart hur nära hans framställniung ligger Cassiodorus.